# Jean Trent
Jean Trent, pseudonimo di Opal Jones (Denver, 17 ottobre 1920 – Bakersfield, 10 aprile 2005), è stata un'attrice statunitense.

## Biografia
Nata e cresciuta a Denver, nel Colorado, dopo gli studi cercò la fortuna nella recitazione trasferendosi dagli zii a Los Angeles, dove fu scoperta in un nightclub da Alfred Hitchcock, che nel 1942 le assegnò una piccola parte nel suo Sabotatori. Maggior ruolo lo ebbe in Western Mail, con Tom Keene, cui seguirono una serie di brevi apparizioni fino al 1946, quando chiuse la carriera con un attivo di 15 film.
Nel settembre del 1942 aveva sposato l'attore Ray Montgomery (1922-1998), con il quale gestì dal 1957 un'agenzia di pubblicità per le radio e le televisioni. Morì nel 2005 a Bakersfield, nella contea di Kern, in California, e fu sepolta nel locale Hillcrest Memorial Park.

## Filmografia parziale
- Western Mail (1942)
- Sabotatori (1942)
- Le mille e una notte (1942)
- Fired Wife (1943)
- Babes on Swing Street (1944)
- Salomè (1945)

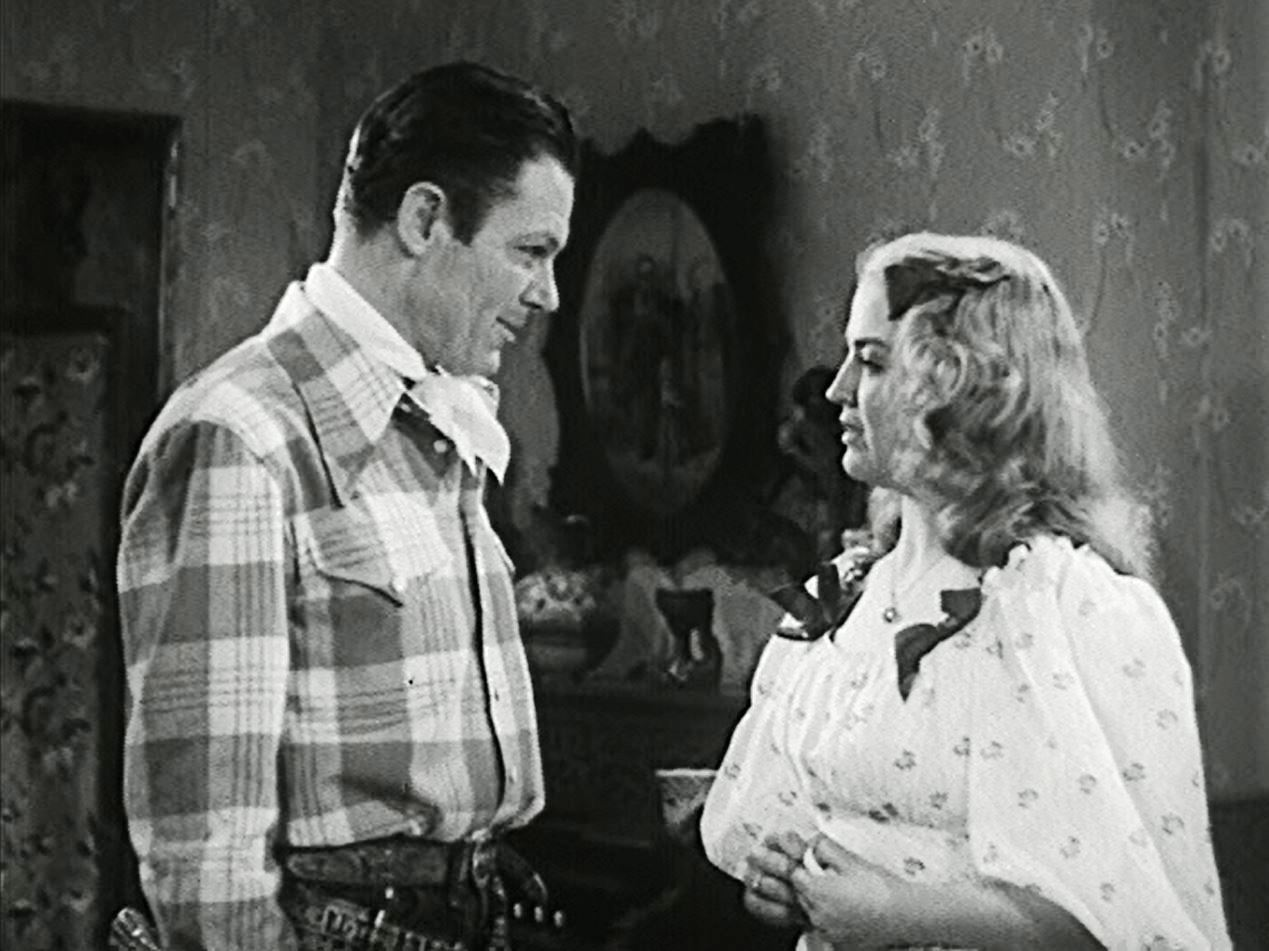
Con Tom Keene in Western Mail

- Due pantofole e una ragazza (1945)
- Questo nostro amore (1945)
- Fiamma dell'ovest (1945)
- La commedia è finita (1946)
- Notte di paradiso (1946)

## Fonti
- Stella Star, Jean Trent, June 06, 2016